# Pontogammarus
Pontogammarus är ett släkte av kräftdjur som beskrevs av Sowinsky 1904. Pontogammarus ingår i familjen Pontogammaridae.
Släktet innehåller bara arten Pontogammarus robustoides. Pontogammarus är enda släktet i familjen Pontogammaridae.